# ISO 3166-2:VU

Provinzen von Vanuatu

Die Liste der ISO-3166-2-Codes für  Vanuatu enthält die Codes für die sechs Provinzen von Vanuatu.

Die Codes bestehen aus zwei Teilen, die durch einen Bindestrich voneinander getrennt sind. Der erste Teil gibt den Landescode gemäß ISO 3166-1 (für  Vanuatu VU), der zweite den Code für die Provinz wieder.
Die aktuellen Codes stehen auf der Seite der ISO unter #iso:code:3166:VU zur Verfügung.

| Provinz | Code   |
| ------- | ------ |
| Malampa | VU-MAP |
| Penama  | VU-PAM |
| Sanma   | VU-SAM |
| Shefa   | VU-SEE |
| Tafea   | VU-TAE |
| Torba   | VU-TOB |